# Таммерт, Александр
Александр Таммерт (эст. Aleksander Tammert, род. 2 февраля 1973 года) — эстонский легкоатлет, призёр Олимпийских игр в Афинах (2004).
Родился в Тарту. В 1996 году он принял участие в Олимпийских играх в Атланте, но не прошёл квалификации. В 2000 году на Олимпийских играх в Сиднее он стал 9-м в метании диска. В 2004 году на Олимпийских играх в Афинах он смог завоевать бронзовую медаль, но в 2008 году на Олимпийских играх в Пекине стал лишь 12-м. В 2012 году на Олимпийских играх в Лондоне он также не завоевал медалей.